# Владимиров, Борис Александрович
Борис Александрович Владимиров (14 апреля 1905 года, Александрополь, ныне город Гюмри, Ширакская область, Армения — 1 мая 1978 года, Москва) — советский военный деятель, Генерал-лейтенант. Герой Советского Союза.

## Биография

### Начальная биография
Борис Александрович Владимиров родился 1 (14) апреля 1905 года в городе Александрополь (ныне — город Гюмри Ширакской области, Армения) в семье служащего. Окончил школу. С 1920 года был музыкантом духового оркестра при Александропольском городском отделе народного образования.

### Военная служба

#### Гражданская война
С июня 1921 года служил в рядах РККА. Принимал участие в боях с уголовным и политическим бандитизмом на завершающем этапе Гражданской войны. Служил красноармейцем караульной роты Александропольского военкомата, с декабря 1921 — в штабе 3-й Кавказской стрелковой дивизии Отдельной Кавказской армии: письмоводитель и старший письмоводитель. В октябре 1923 года был направлен на учёбу. Будучи курсантом пехотной школы, в составе сводного отряда участвовал в ликвидации меньшевистского восстания в Грузии в сентябре—октябре 1924 года.

#### Межвоенное время
В 1925 году Владимиров окончил Тбилисскую пехотную школу. С 1925 года вновь служил в Отдельной Кавказской армии, в 1-м Кавказском стрелковом полку имени ЦИК Аджаристана: командир взвода полковой школы, квартирмейстер полка, командир роты, помощник начальника штаба полка. В марте-апреле 1929 года в должности командира взвода сводного отряда участвовал в ликвидации банд в Аджарии, в июле—сентябре 1931 года в должности помощника начальника штаба экспедиционного отряда — в подавлении других вооружённых антисоветских выступлений. С апреля 1932 года служил в 8-м особом стрелковом полку на Дальнем Востоке: начальник штаба батальона, командир отдельного пулемётного батальона, командир учебного батальона. С ноября 1936 года — командир отдельного разведывательного батальона 69-й стрелковой дивизии. С февраля 1937 года служил в 206-м стрелковом полку: командир батальона, начальник штаба полка, временно исполняющий должность командира полка, командир отдельного разведывательного батальона.
В 1937 году окончил заочно первый курс Военной академии РККА имени М. В. Фрунзе. В 1937 году был арестован и репрессирован отец Б. А. Владимирова, после чего он был отстранён от должности командира батальона и по личной просьбе в августе 1938 года переведён на должность, на которой у него не было бы подчинённых, его направили на Томские курсы усовершенствования командного состава запаса Сибирском военного округа. Кроме того, Владимирова отличслили из Военной академии имени Фрунзе, где он к тому времени успешно окончил первый курс. На Томских курсах он служил преподавателем, а с июня 1940 года — помощником командира учебного батальона на этих курсах. С февраля 1941 года — заместитель командира 365-го стрелкового полка 119-й стрелковой дивизии (Сибирский военный округ).

#### Великая Отечественная война

Могила Владимирова на Введенском кладбище Москвы.

В начале войны майор Владимиров формировал воинские части для фронта, будучи в июле 1941 года назначен старшим офицером по формированию маршевых батальонов Сибирского военного округа. С августа 1941 — начальник штаба 43-й запасной лыжной бригады (Красноярск). С декабря 1941 года был начальником штаба 43-й запасной стрелковой бригады, В феврале 1942 года назначен командиром 140-й отдельной стрелковой бригады, которая формировалась в Красноярском крае.
В марте 1942 года с бригадой прибыл на Волховский фронт. Сразу же бригада была брошена в бой и в составе 54-й армии участвовала в Любаньской наступательной операции, а в августе—октябре 1942 года — в второй Синявинской операции.
С 7 апреля 1943 по июль 1945 года — командир 311-й стрелковой дивизии Волховского фронта, с февраля 1944 года — Ленинградского фронта, с июля 1944 — 2-го Прибалтийского фронта, с августа 1944 — 1-го Прибалтийского фронта, с декабря 1944 года и до конца войны — 1-го Белорусского фронта. В боях был дважды легко ранен. В 1943 году вступил в ряды ВКП(б).
Дивизия под его командованием принимала участие в Мгинской, Ленинградско-Новгородской, Псковской, Режицко-Двинской, Рижской и Мемельской операциях.
Борис Александрович Владимиров особо отличился в ходе Висло-Одерской операции. В результате продуманного и организованного боя дивизия под командованием Владимирова 14-15 января 1945 года прорвала оборону противника на Висле, стремительно форсировала Вислу. В дальнейших боях с 16 по 28 января дивизия прошла с боями около 400 км, имея незначительные потери в личном составе и боевой технике. Дивизия под командованием Владимирова одной из первых вступила на территорию Германии и, совершив манёвр в лесистой местности, при сопротивлении противника заставила его отступать от границы, и при этом окружила пятитысячный гарнизон города-крепости Шнайдемюль (ныне — Пила, Польша).
Указом Президиума Верховного Совета СССР от 6 апреля 1945 года за умелое командование дивизией и проявленные личное мужество и героизм генерал-майору Борису Александровичу Владимирову присвоено звание Героя Советского Союза с вручением ордена Ленина и медали «Золотая Звезда» (№ 5699).
В завершающий месяцы войны дивизия под его командованием успешно наступала в ходе Восточно-Померанской операции (ею взяты города Арнсвальде (ныне — Хощно, Польша) и Штаргард. В Берлинской наступательной операции дивизия форсировала разлившийся в весеннем половодье Одер севернее Берлина и быстрым продвижением на восток обеспечивала окружение и штурм германской столицы.

#### Послевоенная карьера
После войны Владимиров продолжил службу на командных должностях. Вскоре после Победы дивизия была расформирована, в январе 1946 года генерал-майор Владимиров был направлен на учёбу и в 1947 году окончил Высшие академические курсы при Высшей военной академии имени К. Е. Ворошилова. С мая 1947 года — начальник штаба Воздушно-десантных войск. С декабря 1951 года — помощник командующего 4-й гвардейской механизированной армией в Группе советских войск в Германии. С июля 1954 года — командир 123-го стрелкового корпуса (в марте 1955 переименован в 40-й стрелковый корпус) Приволжскийого военного округа. С июня 1956 года — старший военный советник командующего общевойсковой армией Болгарской народной армии. С января 1957 года — начальник юго-западного направления в штабе Объединённых вооружённых сил стран — участниц Варшавского договора, затем служил в 10-м Главном управлении Генерального штаба.
В декабре 1960 года генерал-лейтенант Б. А. Владимиров уволен в запас. Жил в Москве, где и умер 1 мая 1978 года. Похоронен на Введенском кладбище (21 уч.).

## Награды
- Медаль «Золотая Звезда» Героя Советского Союза (6.04.1945);
- Три ордена Ленина (6.04.1945; 11.1945, 5.11.1946);
- Три ордена Красного Знамени (10.11.1943; 03.11.1944; 15.11.1950);
- Орден Суворова 2-й степени (29.05.1945);
- Орден Отечественной войны 1-й степени (20.05.1944);
- Медали СССР[1], в том числе:
  - Медаль «За победу над Германией в Великой Отечественной войне 1941—1945 гг.»;
  - Медаль «За оборону Ленинграда»;
  - Медаль «За взятие Берлина»;
  - Медаль «За освобождение Варшавы»
- Орден «Virtuti Militari» 5 класса (Польша, 24.04.1946);
- Орден «Легион почёта» степени офицера (США, 05.1945);
- Почётный гражданин города Кириши (Ленинградская область).

## Сочинения
- Владимиров Б. А. Комдив. От Синявинских высот до Эльбы (в авторской редакции). — М. : Яуза: Эксмо, 2010. — ISBN 978-5-699-43665-1.
- Владимиров Б. А. Инициатива, мастерство и героизм. // «Военно-исторический журнал». — 1965. — № 2. — С.67—77.